# Teatro Ferreira Gullar
Teatro Ferreira Gullar é um teatro localizado na cidade de Imperatriz, Maranhão. O espaço físico do teatro é utilizado para diversas manifestações culturais, como apresentações escolares, filmes e documentários. Os arredores do teatro também são utilizados para exposições e shows.
Tem capacidade para 250 espectadores e seu estilo é de palco italiano. Atualmente se apresentam os grupos Cia de Teatro Okazajo e Cia de Teatro em Cima da Hora. Neste espaço já se apresentaram diversos outros grupos locais. Em 2007 a Associação Artística de Imperatriz (ASSARTI), em parceria com a Fundação de Arte (FUNARTE), realizaram uma oficina com o ator Maurício Abud, de São Paulo, com objetivo de aperfeiçoar o trabalho de alguns artistas. Na ocasião foi criado o coletivo de teatro composto pelos grupos Cia Ilustre de Teatro, Cia de Teatro Fundo de Gaveta, Cia de Teatro d. C. e Cia de Teatro Okazajo, alguns já existiam e outros se formaram pelo desejo de fazer teatro. 
O espaço é constantemente usado para oficinas de teatro e danças, como também para diversos eventos culturais. Todos os anos é realizado um festival de poesia promovido pela ASSARTI. Enfim o teatro está em constante movimento. Grandes artistas passam pelo local como Ariston de França, Jô Santos, Erasmo Dibel, Ton Neves, Didi Praes, Lenna Garcia, dentre outros muitos.
Ao lado do teatro fica Fundação cultural, um orgão municipal que apoia os artistas da cidade.
Antes da fundação do Teatro Ferreira Gullar existiu em Imperatriz, na década de 1970, outro teatro chamado Príncipe Teatro de Imperatriz, fundado e dirigido por Pedro Hanaye. Em 1978 surgiu também em Imperatriz o grupo Oásis, composto por Zeca Tocantins, Neném Bragança, Graça Ferraz, Jô Santos e muitos outros que ainda hoje integram a Fundação de Cultura de Imperatriz.
O Teatro Ferreira Gullar tem sua sede localizada na rua Simplício Moreira, 1771, Centro.